# Sidalcea diploscypha
Sidalcea diploscypha là một loài thực vật có hoa trong họ Cẩm quỳ. Loài này được (Torr. & A. Gray) A. Gray ex Benth. miêu tả khoa học đầu tiên năm 1848.